# Tây Mbabane
Tây Mbabane là một inkhundla của Eswatini, nằm ở vùng Hhohho. Vào năm 2007, dân số của nó là 23.489 người. 